# Élections législatives de 1885 en Charente-Inférieure
Les élections législatives de 1885 ont eu lieu les 4 et 18 octobre 1885.

## Députés élus
|   | Député élu           |  | Groupe parlementaire |
| - | -------------------- |  | -------------------- |
| 1 | Eugène Jolibois      |  | Appel au peuple      |
| 2 | Eugène Eschassériaux |  | Appel au peuple      |
| 3 | Georges Roche        |  | Appel au peuple      |
| 4 | Louis Roy de Loulay  |  | Appel au peuple      |
| 5 | Alfred Vast-Vimeux   |  | Appel au peuple      |
| 6 | Émile Delmas         |  | Union des gauches    |
| 7 | Charles Duchatel     |  | Centre gauche        |

## Résultat départemental

### Moyenne par liste
| Listes         | Listes                            | Premier tour | Premier tour | Deuxième tour | Deuxième tour | Sièges |
| Listes         | Listes                            | Voix         | %            | Voix          | %             | Sièges |
| -------------- | --------------------------------- | ------------ | ------------ | ------------- | ------------- | ------ |
|                | Liste conservatrice               | 55 993       | 48,05        | 62 010        | 50,15         | 5      |
|                | Liste républicaine opportuniste   | 54 289       | 46,58        | 61 646        | 49,85         | 2      |
|                | Candidat républicain conservateur | 15 901       | 13,64        | 61 646        | 49,85         | 2      |
|                | Liste radicale                    | 1 072        | 0,92         |               |               | 0      |
|                |                                   |              |              |               |               |        |
| Inscrits       | Inscrits                          | 143 415      | 100,00       | 144 929       | 100,00        | 7      |
| Votants        | Votants                           | 117 166      | 81,70        | 124 036       | 85,58         |        |
| Abstention     | Abstention                        | 26 249       | 18,30        | 20 893        | 14,42         |        |
| Blancs et nuls | Blancs et nuls                    | 622          | 0,43         | 380           | 0,26          |        |
| Exprimés       | Exprimés                          | 116 544      | 81,26        | 123 656       | 85,32         |        |

### Par candidats
| Candidat       | Candidat             | Tendance                 | Premier tour | Premier tour | Deuxième tour | Deuxième tour |
| Candidat       | Candidat             | Tendance                 | Voix         | %            | Voix          | %             |
| -------------- | -------------------- | ------------------------ | ------------ | ------------ | ------------- | ------------- |
|                | Eugène Jolibois      | Bonapartiste             | 57 502       | 49,34        | 62 551        | 50,58         |
|                | Eugène Eschassériaux | Bonapartiste             | 56 660       | 48,62        | 62 348        | 50,42         |
|                | Georges Roche        | Bonapartiste             | 56 634       | 48,59        | 62 201        | 50,30         |
|                | Louis Roy de Loulay  | Bonapartiste             | 56 588       | 48,56        | 62 189        | 50,29         |
|                | Alfred Vast-Vimeux   | Bonapartiste             | 56 134       | 48,17        | 62 067        | 50,19         |
|                | Laverny              | Monarchiste              | 55 213       | 47,38        | 61 702        | 49,90         |
|                | Beaussant            | Monarchiste              | 53 218       | 45,66        | 61 010        | 49,34         |
|                |                      |                          |              |              |               |               |
|                | Émile Delmas         | Républicain modéré       | 55 806       | 47,88        | 61 990        | 50,13         |
|                | Eugène Bisseuil      | Républicain modéré       | 55 535       | 47,65        | 61 759        | 49,94         |
|                | Eutrope Dupon        | Républicain modéré       | 55 366       | 47,51        | 61 714        | 49,91         |
|                | Lair                 | Républicain modéré       | 54 558       | 46,81        | 61 453        | 49,70         |
|                | Frédéric Garnier     | Républicain modéré       | 53 777       | 46,14        | 61 360        | 49,62         |
|                | Rouvier              | Républicain modéré       | 53 180       | 45,63        | 61 229        | 49,52         |
|                | Normand-Dufié        | Républicain modéré       | 51 804       | 44,45        | *             |               |
|                |                      |                          |              |              |               |               |
|                | Eugène Réveillaud    | Républicain radical      | 1 177        | 1,01         |               |               |
|                | Camille Magué        | Républicain radical      | 1 362        | 1,17         |               |               |
|                | Georges Laguerre     | Républicain radical      | 1 093        | 0,94         |               |               |
|                | M. Achard            | Républicain radical      | 1 071        | 0,92         |               |               |
|                | Métraud              | Républicain radical      | 968          | 0,83         |               |               |
|                | Flornoy              | Républicain radical      | 947          | 0,81         |               |               |
|                | H. Parat             | Républicain radical      | 886          | 0,76         |               |               |
|                |                      |                          |              |              |               |               |
|                | Charles Duchatel *   | Républicain conservateur | 15 901       | 13,64        | 62 017        | 50,15         |
|                |                      |                          |              |              |               |               |
| Inscrits       | Inscrits             | Inscrits                 | 143 415      | 100,00       | 144 929       | 100,00        |
| Votants        | Votants              | Votants                  | 117 166      | 81,70        | 124 036       | 85,58         |
| Abstention     | Abstention           | Abstention               | 26 249       | 18,30        | 20 893        | 14,42         |
| Blancs et nuls | Blancs et nuls       | Blancs et nuls           | 622          | 0,43         | 380           | 0,26          |
| Exprimés       | Exprimés             | Exprimés                 | 116 544      | 81,26        | 123 656       | 85,32         |

* Charles Duchatel remplace M. Normand-Dufié sur la liste républicaine pour le 2ème tour.